# Robert Romanus
Robert Romanus, född 17 juli 1956, är en amerikansk skådespelare. Han är mest känd för rollen som Mike Damone i filmen Häftigt drag i plugget från 1982. Han har även spelat Miltie Horowitz i TV-serien Fame.